# Nakłucie lędźwiowe

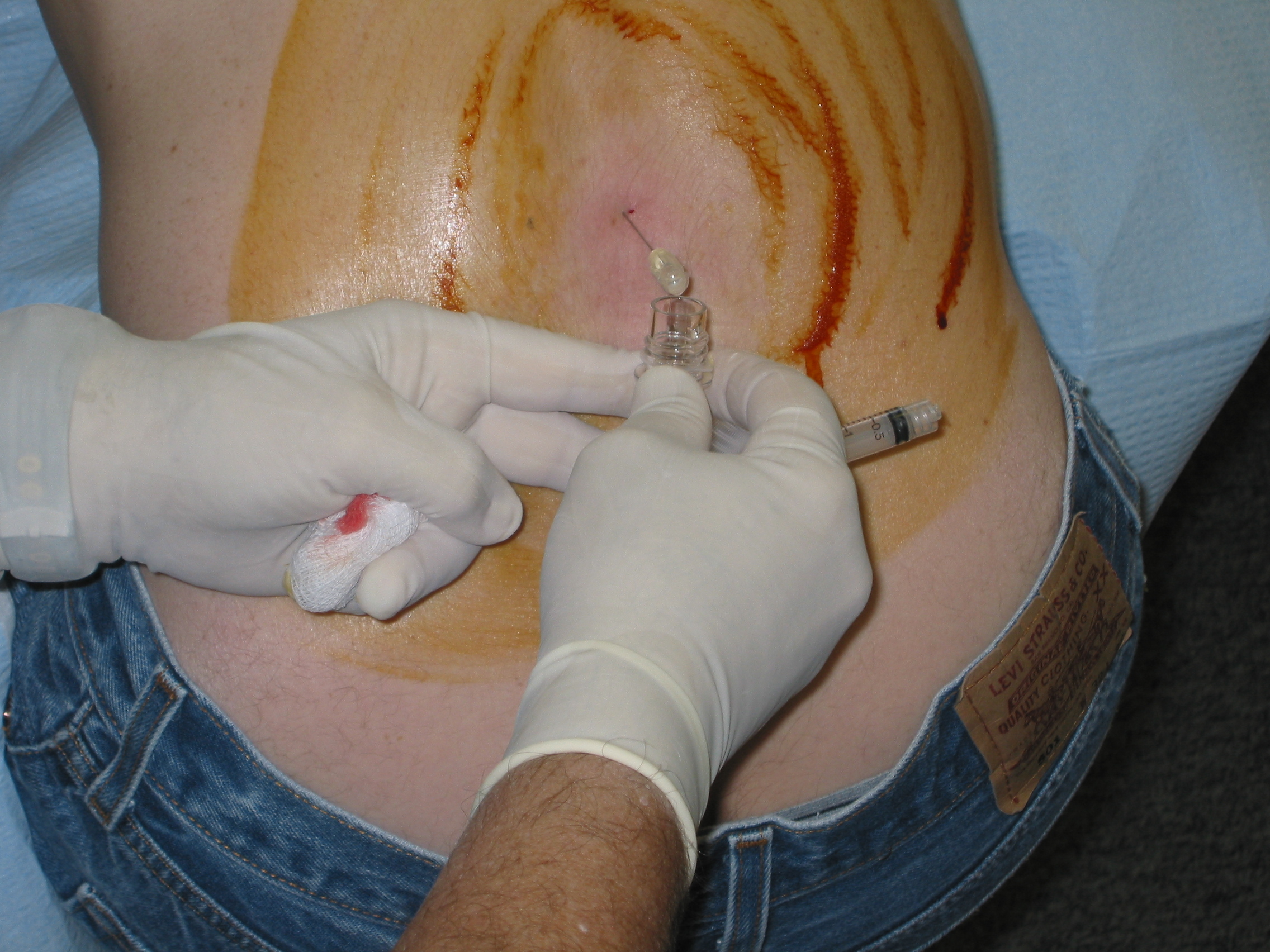
Nakłucie lędźwiowe

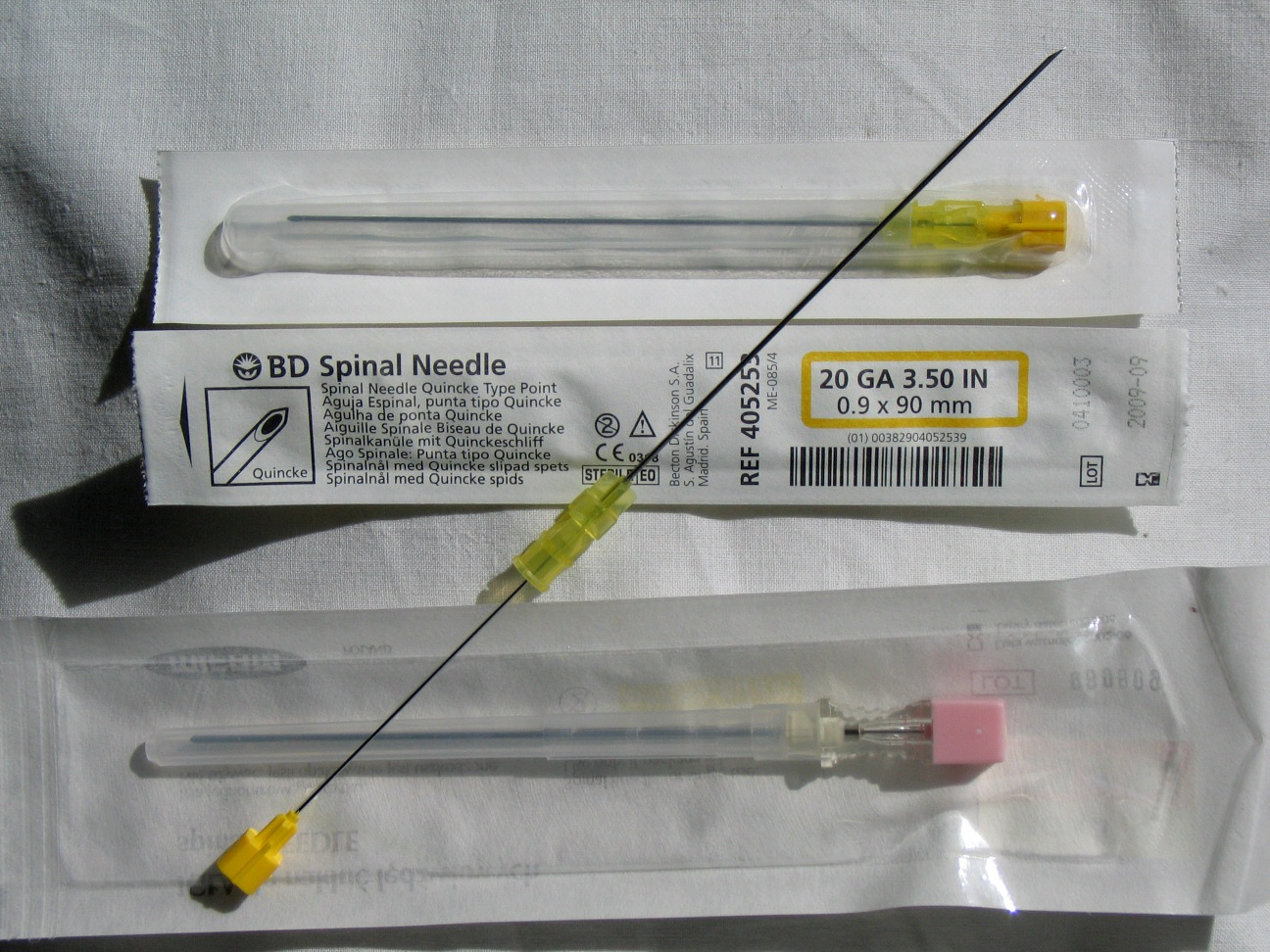
Igły używane do nakłucia lędźwiowego

Nakłucie lędźwiowe, punkcja lędźwiowa – wprowadzenie igły punkcyjnej do przestrzeni podpajęczynówkowej w odcinku lędźwiowym kręgosłupa w celu diagnostycznym (pobrania do badań płynu mózgowo-rdzeniowego), leczniczym (podanie leków lub zewnątrzoponowe nastrzyknięcie krwi własnej) lub wykonania znieczulenia (znieczulenie podpajęczynówkowe).
Między IV a V kręgiem lędźwiowym, to znaczy poniżej dolnego końca rdzenia kręgowego, jama podpajęczynówkowa zawiera jedynie nić końcową i korzenie nerwów rdzeniowych, tworzące ogon koński. W tym odcinku pobiera się zwykle do badania płyn mózgowo-rdzeniowy bez obawy, że zostanie uszkodzony rdzeń kręgowy. Igłę wprowadza się do kanału, poniżej II kręgu lędźwiowego (zwykle pomiędzy III i IV kręgiem) przebijając więzadło żółte kręgosłupa oraz oponę twardą i pajęczynówkę rdzenia kręgowego. Korzenie nerwów rdzeniowych przy tym na ogół nie ulegają uszkodzeniu, gdyż będąc zawieszone w płynie mózgowo-rdzeniowym, usuwają się przed ostrzem igły.
Wskazania diagnostyczne do nakłucia lędźwiowego
- podejrzenie zakażenia OUN
- podejrzenie choroby autoimmunologicznej OUN
- podejrzenie choroby metabolicznej (zwłaszcza typu leukodystrofii)
- podejrzenie krwawienia do przestrzeni podpajęczynówkowej, o ile TK nie potwierdziło krwawienia
- podejrzenie neuropatii
- napady drgawkowe przygodne o niejasnej etiologii
- drgawki gorączkowe o przypuszczalnym związku z zakażeniem OUN
- podejrzenie innych chorób oun, w których diagnostyce przydatne może być badanie płynu mózgowo-rdzeniowego

Wskazania terapeutyczne do nakłucia lędźwiowego
- zakażenia OUN wymagające dokanałowego stosowania antybiotyków
- choroba nowotworowa OUN wymagająca dokanałowego stosowania cytostatyków
- doraźne obniżenie ciśnienia płynu mózgowo-rdzeniowego

Przeciwwskazania do nakłucia lędźwiowego
- objawy wzmożonego ciśnienia płynu mózgowo-rdzeniowego, zwłaszcza podejrzenie guza tylnego dołu czaszki
- zakażenie tkanek w okolicy nakłucia
- wady rozwojowe kręgosłupa i rdzenia kręgowego
- zaburzenia krzepnięcia krwi
- niewydolność krążeniowa lub oddechowa u niemowląt

Możliwe powikłania
- zespół popunkcyjny
- ból kręgosłupa
- wymioty
- nasilające się objawy oponowe
- krwawienie podpajęczynówkowe
- krwawienie podtwardówkowe
- krwiak nadtwardówkowy
- uraz więzadeł kręgosłupa
- uchwycenie korzeni nerwowych przez uszkodzoną oponę twardą
- ostre ropne zapalenie kręgów
- ropień
- pogorszenie przebiegu poprzecznego zapalenia rdzenia
- guz epidermoidalny (kilka lat po)